# Успенская церковь (Яромаска)
Успенская церковь — храм Сарапульской епархии Русской православной церкви в селе Яромаска Сарапульского района Удмуртии. Памятник архитектуры регионального значения.

## История
Примерно в 1682—1689 годах в селе был основан Лихотнин Верхний Успенский мужской монастырь, в котором находилась деревянная церковь с престолом во имя святителя Николая Чудотворца в тёплой части и в честь Успения Пресвятой Богородицы в холодной. Монастырь был упразднён в ходе секуляризационной реформы 1764 года, а в селе Яромаска образован приход. Старый монастырский храм к тому времени уже был ветхим, поэтому было начато строительство новой деревянной церкви, но 4 декабря 1780 года, вскоре после окончания строительства, оба храма сгорели. В 1781 году построена новая деревянная церковь с такими же посвящениями престолов как в старой монастырской. Эта церковь разобрана в 1846 году по причине ветхости.
В 1819 году заложен новый каменный храм, но к его строительству приступили только в 1834 году. Престол верхней церкви освящён 2 ноября 1841 года в честь Успения Пресвятой Богородицы, нижней — 29 сентября 1843 года во имя святителя Николая Чудотворца. Автор оригинального проекта храма не установлен. Возможно, им был Семён Емельянович Дудин. Колокольня и притвор построены в середине XIX века по проекту архитектора Фёдорова.
В 1846 году в состав прихода, кроме села Яромаска, входили деревни: Сполохово, Дулесово, Большие Пещеры, Малые Пещеры, Котово, Смолина, Кузнецово, Макшаки, Гари, Девятово, Сурики, а также починок Полуденный. В 1868 году открыто церковно-приходское попечительство. В 1890 году территориальный состав прихода был таким же.
Закрыта на основании Указа Президиума Верховного Совета УАССР от 14 августа 1941 года, а здание передано под школу. Возвращена верующим в 1991 году. Восстановлена в 2000-х годах.

## Архитектура
Храм построен по уникальному проекту в стиле русского классицизма. Двухэтажный. Основной объём имеет центрический, близкий к овальному, план. Храм увенчан полусферическим куполом на цилиндрическом барабане. Колокольня трёхъярусная. Основание колокольни четырёхгранное, второй и третий ярусы восьмигранные со сквозными пролётами. Колокольня завершена главкой.
Стены построены из кирпича, фундамент бутовый, кровли железные. Пол первого этажа выложен каменными плитами, пол второго — деревянный. Общая длина здания составляет 31 м. Ширина колокольни — 11,5 м, трапезной — 5,5 м, храма — 15 м.

## Духовенство
- Настоятель храма — игумен Лаврентий (Котельников)[5]